# Proserpinaca palustris
Proserpinaca palustris (L., 1753) è una pianta d'acqua dolce appartenente alla famiglia delle Haloragaceae, originaria delle Americhe. Il nome della pianta Proserpinaca palustris deriva dal latino e descrive le caratteristiche della stessa.

## Etimologia

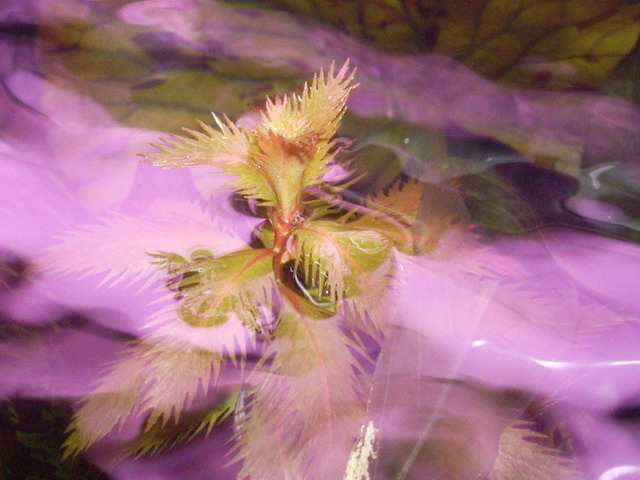
Pianta che emergeDettaglio

Proserpinaca, voce del verbo proserpere, proserpo, viene generalmente tradotto con "uscire strisciando", "strisciare fuori". Nel regno plantae assume il significato di "crescere". Il nome stesso ci svela, secondo alcuni autori, la prima abitudine della pianta, capace di vivere sommersa, ma che tende a crescere/"strisciare" fuori dall'acqua.
Genaust (2005) dubita di tale derivazione, perché se fosse una pianta strisciante, dovrebbe di fatto espandersi in questo modo. In realtà questa forma vegetativa sia emersa, sia sommersa si sviluppa in altezza e solo dopo aver raggiunto una determinata lunghezza tende a piegarsi e a strisciare sul terreno, mantenendo l'apice della pianta sempre in posizione verticale.
L'aggettivo latino palustris rivela che il suo habitat naturale è un luogo paludoso.

## Distribuzione
La sua area di origine si estende prevalentemente dal Nord America (Canada), all'America Centrale (Florida e la porzione delle Caraibi), fino ad arrivare nel Sud America (Brasile). La diffusione della specie è presente anche in alcune zone dell'Asia.

## Introduzione nel mercato europeo
La prima importazione in Europa, risalente al 1909 grazie al professor Goebel, passò inosservata. Un secondo tentativo lo fece nel 1939 il dottor Oeser, introducendo la pianta dal Guatemala, ma fu per anni erroneamente diffusa come Myriophyllum heterophyllum, il parente più vicino.
Questa specie fu presentata l'ultima volta nel 2001 come novità nel mercato europeo, tuttavia è ancora sconosciuta e rara. La Proserpinaca attualmente in commercio arriva probabilmente dall'isola di Cuba.

## Descrizione
Questa pianta palustre si presenta con foglie opposte decussate lungo uno stelo sottile di 3 mm, che possono assumere colorature (dal verde chiaro al rosso scuro) e forme diverse in base alle condizioni di coltivazione. Lo stelo, in forma emersa, perde la flessibilità e diventa strisciante e legnoso, sviluppando un rizoma. In condizioni ottimali questo vegetale può raggiungere una lunghezza di 80 cm.

## Tassonomia

### Varietà
È attualmente accettata una sola varietà di questa specie, originaria di Brasile e Uruguay:
- Proserpinaca palustris var. australis Fassett[3]

## Coltivazione

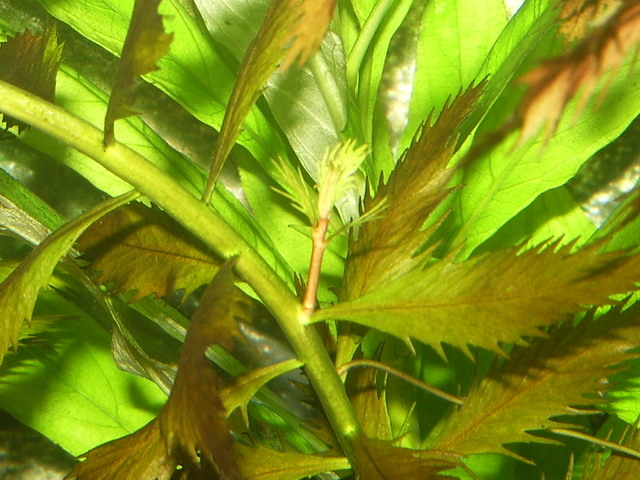
Gemma

La Proserpinaca palustris può essere coltivata sia in forma emersa sia sommersa. In qualità di pianta palustre ama avere la radici sempre umide, affondate in un terriccio ricco di sostanze nutritive. La temperatura ideale per la coltivazione va da un minimo di 10 °C ad un massimo 26 °C, oltre ai gradi indicati la Proserpinaca ne risente negativamente. Il valore del pH dell'acqua è bene che si trovi tra il 5 ed il 7,5. La durezza dell'acqua può oscillare tra i 5 ed i 18 °f. La pianta è difficile da coltivare, ragion per cui nel mondo aquariofilo non è adatta per principianti.
Nelle zone in cui le condizioni atmosferiche lo permettono è possibile ambientare la Proserpinaca palustris in piccoli laghetti artificiali. Le temperature basse tollerate (10 °C) inibiscono la crescita della pianta e la spogliano del fogliame. In primavera spuntano nuovi germogli sia dagli steli, sia dal rizoma.
I due modi di coltivazione incidono molto sulla fisionomia della pianta, condizionando la forma e il colore delle foglie. Il vegetale necessita di una forte illuminazione.

### Coltivazione sommersa

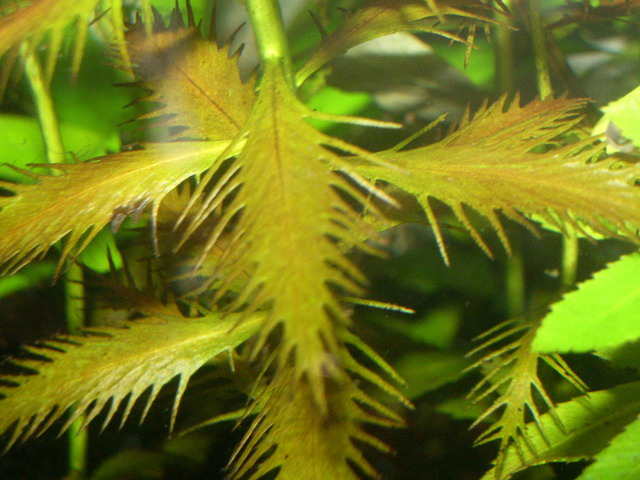
Foglie a pettine

La Proserpinaca in colitvazione sommersa si sviluppa prevalentemente in altezza.
Le foglie sono molto tenere e si presentano particolarmente incise a forma di pettine, ma con una elevata erogazione di CO2 si assottigliano e diventano filiformi. Le lamine sono lunghe dai 2,5 ai 6 cm e larghe circa 4 cm. Un terriccio ricco di ferro, abbinato ad una ottima illuminazione, ne favorisce una coloratura rossastra. Se la pianta è completamente sommersa non produce infiorescenze.
La Proserpinaca palustris tende per naturale predisposizione ad uscire fuori dall'acqua. Se la crescita continua in stato emerso, le foglie prodotte in acqua marciscono.

### Coltivazione emersa

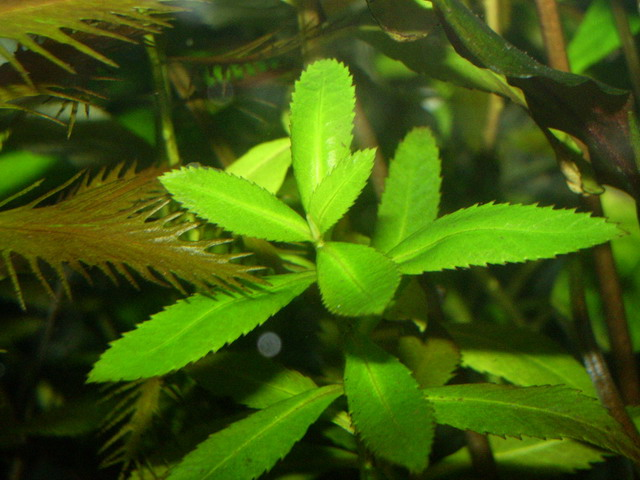
Foglie in emerso

Le foglie della pianta coltivata fuori dall'acqua perdono l'incisione e si presentano in forma ellittica leggermente dentate. Esse hanno maggiore consistenza rispetto alle foglie della colitvazione sommersa, assumono lucentezza e un colore verde scuro. Le lamine sono lunghe dai 4 ai 6 cm e larghe 1-1,5 cm.
Solo in questo stato la Proserpinaca palustris sviluppa delle minuscole infiorescenze ermafroditi sui nodi delle foglie da cui produce frutti.
Il fiore è formato da tre petali di 1 mm disposti a forma di calice, quattro stami e un pistillo. I frutti hanno uno spessore di 3-4 mm e possono contenere tre o quattro semi.

## Riproduzione
La Proserpinaca palustris si può riprodurre in acquario e in emerso tramite talea. Basta recidere lo stelo in qualsiasi punto e sotterrarlo. La pianta recisa forma nell'arco di breve tempo un apparato radicale. Il fusto reciso perde tutte le foglie e tende a sviluppare nuove gemme ascellari.
Dalle coltivazioni emerse si possono raccogliere dei piccoli frutti da cui ricavare dei semi per la semina.